# Masakra w Monachium
Masakra w Monachium – atak terrorystyczny w czasie letnich igrzysk olimpijskich w Monachium w 1972 r., kiedy to członkowie palestyńskiej organizacji Czarny Wrzesień (arab. ‏ألمنظمة أيلول الأسود‎, munazzamat aylul al-aswad) wzięli za zakładników 11 członków izraelskiej drużyny olimpijskiej.
W efekcie zamachu Palestyńczycy zabili 11 izraelskich sportowców i trenerów oraz jednego oficera niemieckiej policji. Pięciu z ośmiu terrorystów zostało zabitych podczas próby odbicia zakładników, trzech pozostałych przy życiu terrorystów schwytano. Zostali oni uwolnieni przez RFN w następstwie porwania przez Czarny Wrzesień samolotu pasażerskiego linii Lufthansa.
Odpowiedzią Izraela na zamach były operacje „Źródło Młodości” i „Gniew Boży”, serie nalotów lotniczych na arabskie cele oraz zabójstwa Palestyńczyków podejrzewanych o zorganizowanie zamachu.

## Tło
Po przyznaniu organizacji letnich igrzysk olimpijskich Republice Federalnej Niemiec, w Izraelu rozgorzała dyskusja na temat uczestnictwa w niej jego sportowców. Mimo to uznano, że udział Izraela w igrzyskach będzie symbolicznym dowodem, że plan zniszczenia narodu żydowskiego nie powiódł się. Dodatkowo izraelska drużyna olimpijska tuż przed rozpoczęciem igrzysk odwiedziła obóz w Dachau, a trener szermierki – Andre Spitzer – został wyznaczony do złożenia wieńca w hołdzie pomordowanym.
Tuż przed zamachem rozpoczynał się drugi tydzień igrzysk olimpijskich w Monachium.

## Wzięcie zakładników
4 września izraelscy sportowcy cieszyli się czasem wolnym, oglądając przedstawienie „Skrzypek na dachu” oraz spożywając kolację z izraelskim aktorem Szemu’elem Rodenskim, przed powrotem do wioski olimpijskiej. W czasie drogi powrotnej w busie Lalkin odmówił jego 13-letniemu synowi, który przyjaźnił się z ciężarowcem Josefem Romano i zapaśnikiem Eli’ezerem Chalfinem, pozwolenia na spędzenie nocy w ich pokojach – co w rezultacie uratowało życie chłopcu. 5 września, o 4:30 rano lokalnego czasu, ośmiu ubranych w dresy członków „Czarnego Września” niosących torby marynarskie, w których ukryto karabiny szturmowe AK, pistolety Tokariewa oraz granaty wdrapało się na 2-metrowy płot z pomocą nieświadomych amerykańskich sportowców, którzy wracali po kryjomu do wioski olimpijskiej. Po wdarciu się terroryści użyli skradzionych kluczy, by wejść do dwóch mieszkań przy Connollystraße 31, zamieszkanych przez izraelską drużynę olimpijską.
Josef Gutfreund, sędzia zapaśniczy, został obudzony przez odgłos drapania za drzwiami mieszkania nr 1, zamieszkałego przez izraelskich sędziów i oficjeli. Gdy sprawdził, co się dzieje, zauważył, że drzwi otwierają zamaskowani, uzbrojeni mężczyźni. Ostrzegł krzykiem swoich śpiących współmieszkańców i rzucił się na drzwi, aby w bezskutecznej próbie je zabarykadować. Akcja Gutfreunda dała jego współlokatorowi, trenerowi podnoszenia ciężarów Tuwii Sokolskiemu, wystarczająco dużo czasu na ucieczkę przez wybite okno. Trener zapaśników Mosze Weinberg zaczął szarpać się z napastnikami, którzy postrzelili go w policzek i zmusili do pomocy w znalezieniu innych zakładników. Prowadząc terrorystów do mieszkania nr 2, skłamał, że jego mieszkańcy nie są Żydami. Zamiast tego poprowadził ich do mieszkania nr 3, gdzie wzięto za zakładników sześciu ciężarowców i zapaśników. Możliwe, że Weinberg myślał, że silniejsi mężczyźni mają większe szanse w walce z napastnikami, ale zostali oni zaskoczeni we śnie.

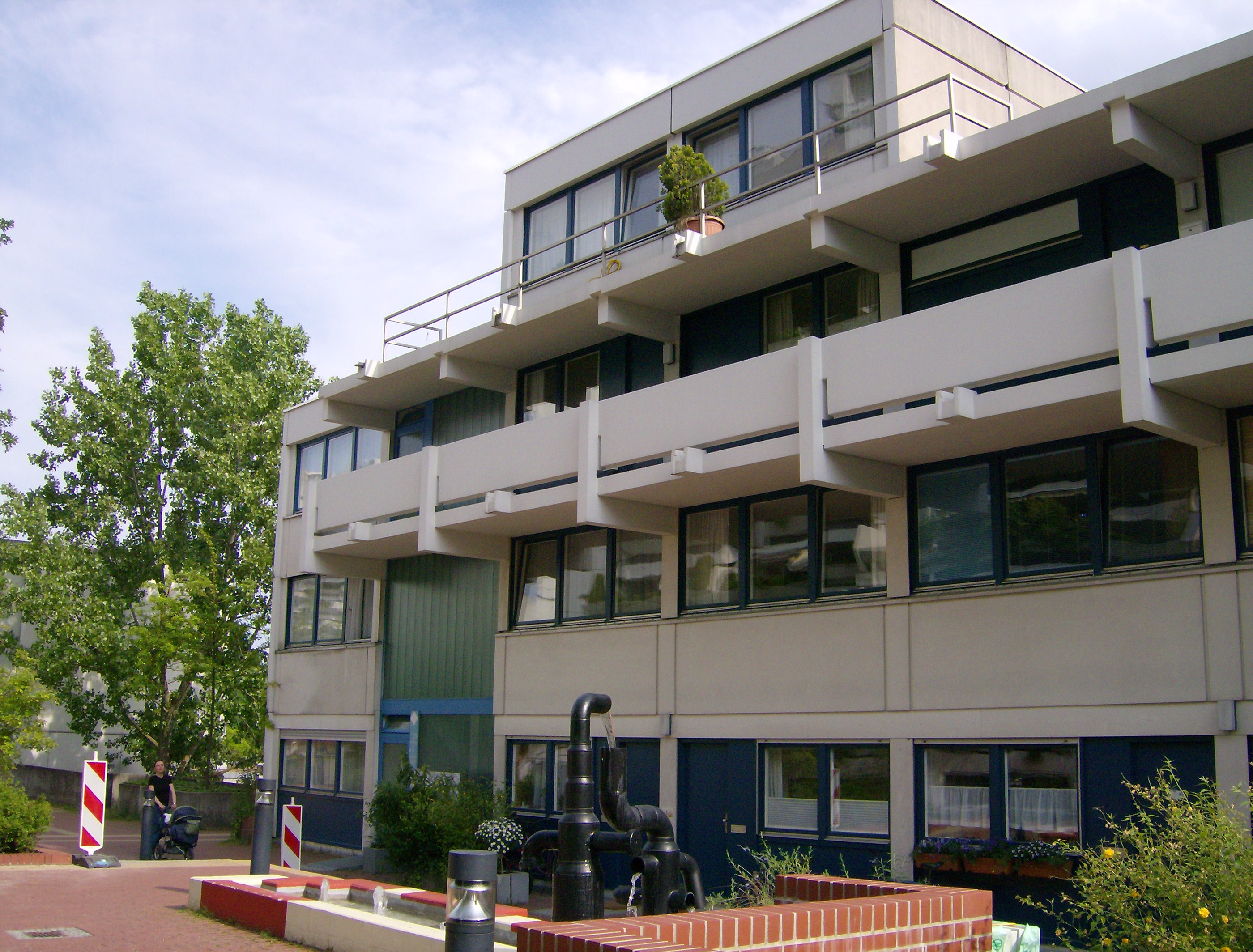
Budynek, w którym była zakwaterowana izraelska drużyna olimpijska

Gdy zakładnicy z mieszkania nr 3 zostali przyprowadzeni do kwater trenerskich, ranny Weinberg znowu zaatakował napastników, umożliwiając jednemu z zapaśników, Gadowi Cobariemu ucieczkę przez podziemny parking. Ranny Weinberg ogłuszył jednego z terrorystów, a drugiego zranił nożem do owoców, zanim został zastrzelony. Ciężarowiec Josef Romano, weteran wojny sześciodniowej, również zaatakował i zranił jednego z terrorystów, zanim również został zastrzelony.
Terrorystom pozostało 9 żyjących zakładników: (David Mark Berger, Ze’ew Friedman, Josef Gutfreund, Eli’ezer Chalfin, Andre Spitzer, Amicur Szapira, Kehat Szorr, Mark Slawin i Ja’akow Springer). Gutfreund, fizycznie największy z zakładników, został przywiązany do krzesła. Reszta leżała po czterech na dwóch łóżkach w pokoju Springera i Szapiry. Związano im ręce i nogi, a następnie wszystkich razem do siebie. Zwłoki Romano leżały w pokoju jako ostrzeżenie dla pozostałych przy życiu zakładników.
Z pozostałych członków drużyny olimpijskiej chodziarz, prof. Sza’ul Ladany, został obudzony w mieszkaniu nr 2 przez krzyki Gutfreunda i uciekł, zeskakując z balkonu przez ogród na tyłach budynku. Czterech pozostałych mieszkańców (strzelcy Henry Herscovici i Zelig Sztroch oraz szermierze Dan Alon i Jehuda Weisenstein) oraz Lalkin i dwóch lekarzy drużynowych ukryli się, a potem uciekli z oblężonego budynku. Dwie kobiety z drużyny izraelskiej, sprinterka i płotkarka Ester Szachamarow oraz pływaczka Szlomit Nir, mieszkały w innej części wioski olimpijskiej. Trzech pozostałych członków drużyny, dwóch żeglarzy i jeden ze związkowców, mieszkało w Kilonii (900 km od Monachium).

## Żądania terrorystów
Okazało się, że napastnicy należą do palestyńskich fedainów z obozów dla uchodźców w Libii, Syrii i Jordanii. Zostali oni zidentyfikowani jako Luttif Afif (Issa), który dowodził (trzech z braci Issy było również członkami Czarnego Września, dwóch z nich przebywało w izraelskich więzieniach); jego zastępca Yussuf Nazzal (Tony), oraz Afif Ahmed Hamid (Paolo), Khalid Jawad (Salah), Ahmed Chic Thaa (Abu Halla), Mohammed Safady (Badran), Adnan Al-Gashey (Denawi) i jego kuzyn Jamal Al-Gashey (Samir). Według Simona Reeve, Afif, Nazzal i jeden z ich współpracowników pracowali w różnych miejscach wioski olimpijskiej, zbierając jednocześnie informacje przez kilka tygodni na temat potencjalnych celów. Członek urugwajskiej delegacji, który mieszkał z Żydami, twierdził, że spotkał Nazzala w środku budynku przy Connollystraße 31 mniej niż 24 godziny przed atakiem, ale jako że był pracownikiem wioski, nie wzbudził on żadnych podejrzeń. Pozostali członkowie grupy dostali się do Monachium pociągiem i samolotem kilka dni przed atakiem. Wszyscy członkowie urugwajskiej i hongkońskiej drużyny olimpijskiej, którzy mieszkali w tym samym budynku co izraelska drużyna, zostali wypuszczeni przez porywaczy bez żadnych przeszkód.
Napastnicy zażądali wypuszczenia i bezpiecznej możliwości przedostania się do Egiptu dla 234 Palestyńczyków i innych niearabskich więźniów przetrzymywanych w Izraelu oraz dwóch niemieckich terrorystów przetrzymywanych w niemieckich więzieniach, Andreasa Baadera i Ulrike Meinhof, założycieli niemieckiej Frakcji Czerwonej Armii (RAF). Terroryści wyrzucili ciało Weinberga przed drzwi frontowe, by pokazać ich determinację. Odpowiedź Izraela była natychmiastowa i ostateczna – nie będzie żadnych negocjacji. Twierdzi się, że niemieckie władze pod przewodnictwem kanclerza Willy’ego Brandta i ministra spraw wewnętrznych Hansa-Dietricha Genschera odrzuciły izraelską propozycję wysłania do Niemiec izraelskiej jednostki sił specjalnych. Bawarski minister spraw wewnętrznych, Bruno Merk, który dowodził centrum kryzysowym wraz z Genscherem i komendantem monachijskiej policji Manfredem Schreiberem, zaprzeczył, że taka oferta w ogóle istniała. W konsekwencji niemiecka policja, która odbijała zakładników, nie mając wcześniejszego przeszkolenia w takich operacjach, została pozbawiona wyspecjalizowanej pomocy technicznej.
Według dziennikarza Johna K. Cooleya fakt, że zakładnicy byli Żydami, postawił Niemców w niezwykle niekorzystnej sytuacji politycznej. Cooley twierdził, że niemieckie władze oferowały porywaczom jakąkolwiek kwotę pieniędzy, a nawet wymianę na wysokich rangą Niemców, w zamian za wypuszczenie zakładników. Obie oferty zostały odrzucone.
Szef monachijskiej policji Manfred Schreiber i Bruno Merk, minister spraw wewnętrznych Bawarii, negocjowali bezpośrednio z porywaczami, powtarzając ofertę dowolnej kwoty pieniędzy. Według Cooleya odpowiedź terrorystów brzmiała: „Pieniądze nic nie znaczą dla nas; nasze życia nic dla nas nie znaczą”. Magdi Gohary i Mohammad Khadif, egipscy doradcy Ligi Arabskiej, oraz A.D. Touny, egipski członek MKOl, również próbowali dojść do porozumienia z terrorystami, jednak również bezskutecznie. Jakkolwiek negocjatorzy potrafili przekonać ich, że ich żądania są rozważane, dzięki czemu Issa pięć razy przekładał ostateczny czas ultimatum. W innych rejonach wioski sportowcy toczyli normalne życie, nie zwracając uwagi na wydarzenia dziejące się niedaleko. Igrzyska kontynuowano dopóki nie wywarto nacisków na MKOl, aby je przerwano, co stało się 12 godzin po zamordowaniu pierwszego z zakładników. Amerykański maratończyk Frank Shorter, obserwujący wydarzenia z balkonu jego budynku położonego opodal miejsca przetrzymywania zakładników, mówił: „Wyobraź sobie tych biedaków. Co pięć minut psychol z karabinem mówi: »Zabijmy ich teraz«, a ktoś inny mówi: »Nie, poczekajmy jeszcze trochę«. Jak długo byś to wytrzymał?”.
Niewielki oddział niemieckiej policji został przydzielony do wioski olimpijskiej. Byli to członkowie niemieckiej policji granicznej Bundesgrenzschutz, słabo wyszkoleni i bez określonego planu działania, ubrani w olimpijskie dresy, noszący broń półautomatyczną. Zajęli oni pozycje, oczekując na rozkazy, które nigdy nie przyszły. W tym czasie kamery telewizyjne filmowały przygotowania do szturmu i transmitowały je na żywo. Dzięki temu porywacze dobrze wiedzieli, co się dzieje wokół budynku. Na zdjęciach archiwalnych można zauważyć, jak jeden z porywaczy wychyla się, by zobaczyć policjantów ukrywających się na dachu. Po tym, jak Issa zagroził zabiciem dwóch zakładników, policjanci wycofali się.
W pewnym momencie kryzysu negocjatorzy zażądali bezpośredniego kontaktu z zakładnikami na dowód tego, że jeszcze żyją. Trener szermierki Andre Spitzer, który płynnie mówił po niemiecku, oraz trener strzelectwa Kehat Szorr rozmawiali z niemieckimi oficjelami przez okno na drugim piętrze oblężonego budynku, pod okiem dwóch terrorystów, z wycelowaną w nich bronią. Kiedy Spitzer próbował odpowiedzieć na pytanie, został uderzony kolbą AK-47 na oczach kamer transmitujących wydarzenia, po czym został odciągnięty od okna. Kilka minut później Genscher i Walter Töger, burmistrz wioski olimpijskiej, zostali na chwilę wpuszczeni do budynku i rozmawiali z zakładnikami. Tröger był bardzo poruszony tym, w jak godny sposób zakładnicy wytrzymują sytuację, oraz tym, że wyglądali na pogodzonych z losem. Zauważył też, że niektórzy z zakładników, a w szczególności Gutfreund, zaczęli okazywać oznaki psychicznego wyczerpania. Zauważył też, że David Mark Berger został postrzelony w lewe ramię. W czasie składania sprawozdania zespołowi kryzysowemu, Genscher i Tröger powiedzieli, że widzieli „czterech lub pięciu” terrorystów w budynku. Co ważne, liczby te zostały przyjęte jako pewnik.

## Nieudana akcja odbicia zakładników

### Relokacja na lotnisku Fürstenfeldbruck
Kiedy Genscher i Tröger rozmawiali z zakładnikami, trener strzelectwa Kehat Szorr, mówiąc w imieniu swoich współtowarzyszy, powiedział Niemcom, że Izrael nie będzie miał nic przeciwko temu, by przetransportowano ich do jakiegoś arabskiego kraju pod warunkiem, że zagwarantuje się zakładnikom bezpieczeństwo niezależnie do jakiego kraju zostaną przetransportowani. O godzinie 18:00 czasu lokalnego terroryści wysunęli nowe żądanie, domagając się transportu do Kairu. Władze ugięły się pod tym żądaniem (mimo tego, że premier Egiptu Aziz Sedki powiadomił niemieckie władze, że Egipt nie chce być wplątany w kryzys z zakładnikami) i o godz. 22:10 autobus przewiózł terrorystów i zakładników z Connollystraße 31 do dwóch wojskowych helikopterów, które miały ich przetransportować na lotnisko Fürstenfeldbruck w bazie lotniczej NATO. Początkowo terroryści chcieli udać się na międzynarodowe lotnisko Monachium-Riem, położone niedaleko, ale negocjatorzy przekonali ich, że lotnisko Fürstenfeldbruck będzie lepsze z praktycznych względów. Przedstawiciele niemieckich władz, lecący trzecim helikopterem, który poprzedzał dwa pozostałe z terrorystami i zakładnikami, mieli jednak inny motyw przemawiający za takim wyborem – planowali odbicie zakładników na lotnisku.
Pięciu niemieckich snajperów wybranych do urządzenia zasadzki na porywaczy zostało wyznaczonych tylko dlatego, że w czasie weekendowych ćwiczeń wypadali najlepiej. W czasie późniejszego śledztwa oficer przedstawiony jako „snajper nr 2” oświadczył: „W mojej opinii nie jestem strzelcem wyborowym”. Snajperzy zostali rozlokowani dookoła lotniska – trzech na dachu wieży kontroli lotów, jeden ukryty za ciężarówką serwisową i jeden na ziemi za małą wieżą sygnalizacyjną. Żaden z nich jednak nie miał specjalistycznego przeszkolenia. Członkowie sztabu kryzysowego – Schreiber, Genscher, Merk i zastępca Schreibera Georg Wolf nadzorowali i obserwowali akcję z wieży kontrolnej. Jako obserwatorzy byli tam również Cooley, Reeve, szef izraelskiego Mosadu Cewi Zamir oraz zastępca tego ostatniego Wiktor Kohen. Zamir wielokrotnie potem w wywiadach powtarzał, że nigdy nie konsultował z Niemcami akcji ratowniczej oraz że myślał, że jego obecność stawia Niemców w niekomfortowej sytuacji.
Boeing 727 został podstawiony na polu startowym z pięcioma lub sześcioma uzbrojonymi niemieckimi policjantami przebranymi za załogę samolotu. Zgodzono się, że Issa i Tony sprawdzą samolot przed odlotem. Plan polegał na tym, że Niemcy mający przewagę liczebną nad dwoma terrorystami obezwładnią ich, dając jednocześnie snajperom szansę na zabicie pozostałych terrorystów w helikopterach. Uważano, że będzie ich nie więcej niż 2-3, tak jak sugerował to wcześniej Genscher i Tröger. Jednak w czasie transportu autobusem zauważono, że faktycznie terrorystów było ośmiu.
W ostatniej chwili, tuż przed przylotem helikopterów, niemieccy policjanci na pokładzie Boeinga uzgodnili przerwanie misji, nie konsultując tego z przełożonymi. Przez to pięciu snajperów musiało poradzić sobie z przeważającymi liczebnie terrorystami. W tym momencie gen. Ulrich Wegener, doradca Genschera i późniejszy założyciel elitarnej jednostki antyterrorystycznej GSG 9, powiedział: „Jestem pewny, że to zniszczy cały plan!”.

### Pierwsze strzały
Helikoptery wylądowały tuż po 22:30. Wyszło z nich czterech pilotów i sześciu terrorystów. W czasie gdy czterech z nich mierzyło z broni w pilotów (łamiąc tym samym przyrzeczenie, że nie wezmą żadnych niemieckich zakładników), Issa i Tony podeszli do samolotu, by go sprawdzić. Okazało się, że samolot jest pusty. Zorientowawszy się, że zostali zwabieni w pułapkę, dwóch fedainów biegiem ruszyło do helikopterów. Gdy mijali wieżę kontroli lotów „Snajper nr 3” podjął próbę wyeliminowania Issy, co zostawiłoby porywaczy bez przywódcy. Jednak z powodu słabego oświetlenia lotniska nie trafił terrorysty. Zamiast tego kula dosięgnęła Tony’ego, który został ranny w udo. W tym momencie nadzorujący akcję dali rozkaz pozostałym snajperom do otwarcia ognia. Dochodziła właśnie 23:00.
W powstałym chaosie dwóch porywaczy pilnujących pilotów (Ahmed Chic Thaa i Afif Ahmed Hamid) zostało zabitych, a pozostali terroryści (jeden lub dwóch było już rannych) otworzyło ogień spod i zza helikoptera, poza polem widzenia snajperów, ostrzeliwując lampy oświetlające lotnisko. Niemiecki policjant przebywający w wieży kontroli lotów, Anton Fliegerbauer, został zastrzelony. Pilotom udało się uciec, lecz zakładnicy, którzy byli związani w helikopterze, nie mogli tego uczynić. W czasie strzelaniny próbowali poluzować więzy. Już po zakończeniu akcji znaleziono ślady zębów na niektórych linach, którymi byli związani.
Zdenerwowani na Niemców, którzy nie zdawali sobie sprawy z powagi sytuacji, Zamir i Kohen weszli na dach wieży z megafonem i próbowali przekonać terrorystów do poddania się. Odpowiedzią były strzały w ich kierunku.

### Śmierć zakładników

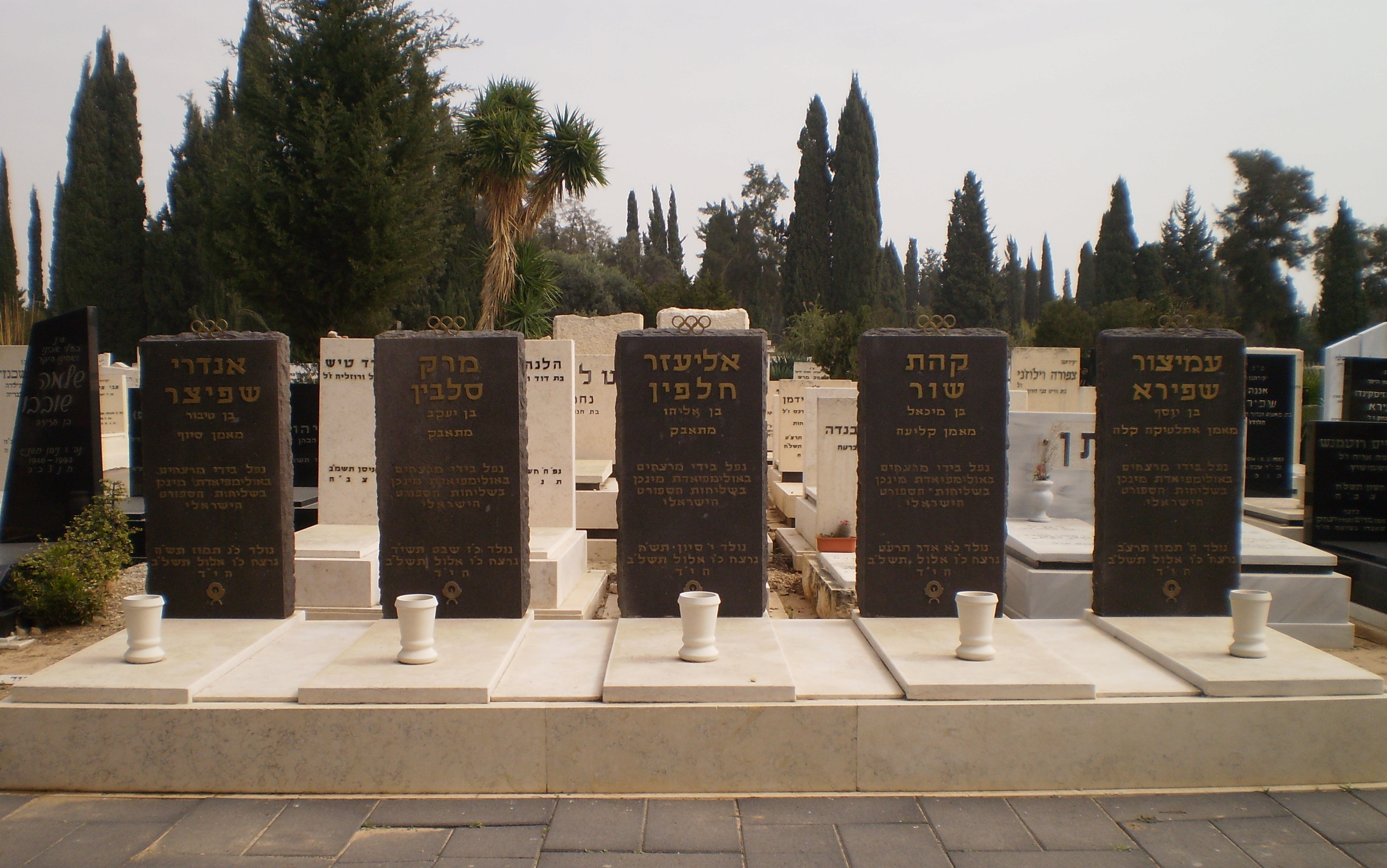
Groby pięciu ofiar zamachu na cmentarzu Kirjat Sza’ul w Tel Awiwie

Niemcy nie zdołali na czas zorganizować pojazdów opancerzonych i w obecnej sytuacji wzywano je, aby przełamały patową sytuację. Jako że drogi na lotnisko nie były oczyszczone, pojazdy utknęły w korku i ostatecznie dotarły na lotnisko około północy. Po ich pojawieniu się terroryści zorientowali się, że ich sytuacja znacząco się pogorszyła, doprowadzając prawdopodobnie do paniki w ich szeregach, jako że powodzenie operacji stawało się praktycznie niemożliwe. O godz. 00:04 6 września jeden z terrorystów (prawdopodobnie Issa) odwrócił się do zakładników we wschodnim helikopterze i otworzył do nich ogień z bliskiej odległości. Springer, Chalfin i Friedman zginęli na miejscu, zaś Berger miał jedynie dwie lekkie rany postrzałowe w nogę. Potem terroryści wyciągnęli zawleczkę w granacie i wrzucili go do środka helikoptera, którego wybuch zniszczył maszynę wraz z ciałami zakładników.
Następnie Issa zaczął biec po pasie startowym, strzelając do policjantów, którzy odpowiadając ogniem, zabili fedaina. Inny terrorysta, Khalid Jawad, próbujący uciec, został zastrzelony przez jednego ze snajperów. Co się stało z pozostałymi zakładnikami, jest kwestią sporną. Śledztwo niemieckiej policji wykazało, że jeden ze snajperów i kilku z zakładników mogło zginąć w wyniku strzałów ze strony samych policjantów. Jednak rekonstrukcja wydarzeń przeprowadzona przez magazyn „Time”, na podstawie długo utajnionych raportów bawarskich prokuratorów, wykazała, że trzeci z porywaczy (zidentyfikowany przez Reeva jako Adnan Al-Gashey) stał w drzwiach helikoptera i strzałami ze swojej broni zabił pozostałych zakładników. Gutfreund, Shorr, Slavin Spitzer i Shapira zostali trafieni około 4 razy każdy. Berger był ostatnim zakładnikiem, który zginął. Udusił się dymem. W niektórych przypadkach stwierdzenie przyczyny śmierci u zakładników ze wschodniego helikoptera było utrudnione ze względu na praktycznie całkowite zwęglenie ciał. Z 4 ciał we wschodnim helikopterze tylko ciało Zeeva Friedmana było prawie nienaruszone dlatego, że podmuch eksplozji wyrzucił je poza maszynę.

### Następstwa nieudanej akcji
Trzej pozostali terroryści leżeli na ziemi, dwóch z nich symulowało swoją śmierć. Wszyscy zostali schwytani przez policję. Jamal Al-Gashey został postrzelony w nadgarstek, a Mohammed Safady został powierzchownie ranny w nogę. Groussard Adnan Al-Gashey nie miał żadnych obrażeń. Tony, ostatni terrorysta, uciekł z miejsca akcji, ale został wytropiony dzięki psom policyjnym 40 minut później na parkingu bazy lotniczej. Otoczony, został zastrzelony w czasie wymiany ognia. Około 1:30 akcja została zakończona.
Początkowo w wiadomościach telewizyjnych i radiowych ogłaszano, że wszyscy zakładnicy żyją, a wszyscy terroryści zostali zabici. Później przedstawiciel Międzynarodowego Komitetu Olimpijskiego sugerował, że „początkowe doniesienia były zbyt optymistyczne”. Jim McKay, który relacjonował igrzyska dla stacji ABC, informował na bieżąco o przebiegu akcji na podstawie informacji, które podawał mu Roone Arledge poprzez słuchawkę. O 3:24 McKay otrzymał oficjalne potwierdzenie: „Kiedy byłem dzieckiem, mój ojciec mawiał: »Nasze największe nadzieje i nasze najgorsze obawy rzadko się realizują«. Nasze najgorsze obawy zrealizowały się dziś. Ogłoszono, że było 11 zakładników. Dwóch z nich zostało zabitych wczoraj rano w swoich pokojach, dziewięciu zginęło dziś na lotnisku. Wszyscy zginęli”.

## Krytyka akcji odbicia zakładników
Autor Simon Reeve, jako jeden z wielu, stwierdził, że strzelanina z dobrze wyszkolonymi członkami Czarnego Września pokazała katastrofalny brak przygotowania ze strony niemieckich władz. Byli nieprzygotowani do podołania zaistniałej sytuacji. Ta kosztowna lekcja doprowadziła bezpośrednio do utworzenia w ciągu niecałych 2 miesięcy niemieckiej jednostki specjalnej GSG 9.
Autorzy zgadzają się, że władze niemieckie popełniły szereg błędów. Po pierwsze, z powodu restrykcji w Ustawie Zasadniczej RFN, armia nie mogła brać udziału w działaniach na terenie Niemiec podczas pokoju. Odpowiedzialność zrzucono całkowicie na monachijską policję i władze Bawarii.
Wiadomo również, że pół godziny przed przybyciem terrorystów i zakładników na lotnisko Fürstenfeldbruck, liczba terrorystów była większa niż pierwotnie sądzono. Pomimo tych nowych informacji, Schreiber uparcie zdecydował kontynuację akcji według dotychczasowego planu. Informacje o liczbie terrorystów nie dotarły do snajperów, jako że nie mieli radia. W czasie operacji snajperskich, powszechną zasadą jest użycie odpowiedniej liczby snajperów (co najmniej dwóch na każdy znany cel, czyli w tym przypadku dziesięciu) którzy powinni zneutralizować jak największą liczbę celów przy pierwszej próbie.
Jak wspomniano wcześniej, pięciu niemieckich snajperów na lotnisku Fürstenfeldbruck nie miało kontaktu radiowego, ani pomiędzy sobą, ani z dowództwem akcji. Przez to nie mieli oni możliwości skoordynowania ostrzału. Jedynie trzech snajperów w wieży kontrolnej miało kontakt z Georgiem Wolfem, który leżał obok nich wydając im rozkazy. Dwóch snajperów na płycie lotniska dostało niejasne instrukcje, by strzelać wtedy gdy zaczną pozostali snajperzy. W efekcie w czasie akcji byli oni zdani jedynie sami na siebie.
Dodatkowo snajperzy nie mieli odpowiedniego uzbrojenia do takiej akcji antyterrorystycznej. Karabiny Heckler & Koch G3 zostały uznane przez kilku ekspertów za nieodpowiednie do strzałów na dystansie z jakiego prowadzono ostrzał. G3, standardowa broń Bundeswehry w tym czasie, miała 20-calową lufę. Broń z lufą o długości 27 cali zapewniłaby bardziej dokładne prowadzenie ognia. Żaden z karabinów nie był wyposażony w urządzenia optyczne lub na podczerwień. Dodatkowo żaden ze snajperów nie był uzbrojony w stalowy hełm i kamizelkę kuloodporną. Żaden z transporterów opancerzonych nie dotarł na lotnisko przed akcją i zjawiły się one dopiero długo po rozpoczęciu wymiany ognia.
W czasie akcji popełniono również wiele błędów taktycznych. Jak wspomniano wcześniej, „Snajper 2”, ustawiony za wieżą sygnalizacyjną, znalazł się bezpośrednio na linii ognia snajperów z wieży kontrolnej, bez żadnego sprzętu ochronnego. Nikt inny nie znał też jego pozycji. Z tego powodu „Snajper 2” nie wystrzelił ani jednego pocisku dopóki w czasie wymiany ognia, jeden z terrorystów (Khalid Jawad) nie zaczął uciekać pieszo, odkrywając przy tym miejsce ukrycia snajpera. „Snajper 2” zabił porywacza, ale został jednocześnie ciężko raniony przez jednego z policjantów, który nie był świadomy, że strzela do jednego ze swoich kolegów. Jeden z pilotów, Ganner Ebel, leżał obok „Snajpera 2” i również został raniony przez policjantów. Zarówno Ebel, jak i snajper przeżyli akcję i wyleczyli się z ran.
Żaden z policjantów przebranych za członków załogi Boeinga 727 nie został ukarany za opuszczenie swojego posterunku. Wielu policjantom i członkom służby granicznej, których producenci filmu „Jeden dzień we wrześniu” poprosili o wywiad, zagrożono utratą pensji, jeśli zdecydowaliby się na to. Niektórzy z autorów uważali, że w taki sposób władze niemieckie chciały zatuszować własne błędy. Wiele z błędów popełnionych przez Niemców w czasie akcji zostało wytkniętych przez Heinza Hohensinna, który brał w niej udział, ale przeszedł na wcześniejszą emeryturę, więc nie miał pensji do stracenia.

## Wpływ na igrzyska
W wyniku wzięcia zakładników, po raz pierwszy w historii nowożytnych igrzysk olimpijskich, wszystkie konkurencje zostały zawieszone. 6 września w uroczystościach żałobnych na Stadionie Olimpijskim wzięło udział 80 tys. widzów i 3 tys. sportowców. Przewodniczący MKOl Avery Brundage, odniósł się do zamordowanych sportowców w czasie przemowy, sławiącej siłę ruchu olimpijskiego, porównując atak na izraelskich sportowców do wcześniejszych sporów o pozwolenia na udział w igrzyskach profesjonalnych sportowców oraz zakazu udziału w nich reprezentacji Rodezji, co oburzyło wielu słuchaczy. Rodziny ofiar reprezentowane były przez Ankie Spitzer, matkę Mosze Weinberga oraz jego kuzynkę Karmel Eliasz. Ostatnia z przedstawicieli w czasie uroczystości żałobnych, dostała ataku serca i zmarła.
Wielu z 80 tys. ludzi na Stadionie Olimpijskim przybyło z zamiarem oglądania meczu pomiędzy reprezentacjami piłkarskimi RFN i Węgier, który miał odbyć się w tym czasie, używając przy tym głośnych syren, gwizdków itp., oraz machając flagami. Wtedy kilku z widzów rozwinęło baner z napisem „17 zabitych już zostało zapomnianych?”. Baner został usunięty przez ochronę, a odpowiedzialni za to wyproszeni ze stadionu. W czasie uroczystości flaga olimpijska została opuszczona do połowy masztu na prośbę Willy’ego Brandta, podobnie jak flagi większości krajów biorących udział w igrzyskach. Kraje arabskie odmówiły opuszczenia swoich flag, by uczcić śmierć izraelskich sportowców (flagi po sprzeciwie zostały natychmiast podniesione).
Willi Daume, przewodniczący monachijskiego komitetu organizacyjnego, początkowo postulował odwołanie pozostałej części igrzysk, ale po południu Brundage i inni, którzy chcieli dokończenia igrzysk, przeważyli, oświadczając, że ten incydent nie może zatrzymać igrzysk. Brundage oświadczył: „Igrzyska muszą trwać, i musimy... i musimy kontynuować nasze wysiłki, by były czyste i uczciwe”. Decyzja ta została zatwierdzona przez rząd Izraela i szefa izraelskiej reprezentacji Szemu’ela Lalkina.
6 września, po uroczystościach żałobnych pozostali członkowie izraelskiej reprezentacji wycofali się z igrzysk i opuścili Monachium. Wszyscy sportowcy pochodzenia żydowskiego otrzymali ochronę. Egipska reprezentacja zrezygnowała z dalszego udziału w igrzyskach 7 września, podając jako powód decyzji obawę o odwet ze strony organizatorów. Reprezentacje Filipin i Algierii również opuściły igrzyska, podobnie jak niektórzy z członków reprezentacji Norwegii i Holandii. Amerykański maratończyk Kenny Moore, który opisywał wydarzenia dla magazynu „Sports Illustrated”, zacytował holenderskiego biegacza Josa Hermensa: „Kiedy robisz przyjęcie i ktoś zostaje zabity na przyjęciu to nie kontynuujesz przyjęcia. Jadę do domu”. Wielu sportowców, wstrząśniętych tragedią czuło, że ich chęć współzawodnictwa została zniszczona, ale mimo to zostali na igrzyskach.
Rodziny niektórych z ofiar zwróciły się do MKOl o upamiętnienie zamordowanych sportowców. MKOl odmówił, stwierdzając, że odniesienie się bezpośrednio do ofiar mogłoby „zrazić innych członków społeczności olimpijskiej”, jak podaje BBC. Alex Gilady, izraelski członek MKOl, powiedział BBC: „Musimy wziąć pod uwagę co znaczyłoby to dla członków delegacji, które są wrogie Izraelowi”.
Mimo to postawiono pomnik poza Stadionem Olimpijskim w Monachium, w postaci kamiennej tablicy przy moście łączącym stadion z byłą wioską olimpijską. Pamiątkową tablicę ustawiono również przed wejściem do budynku przy Connollystraße 31. 15 października 1999 (rok przed igrzyskami w Sydney) odsłonięto pamiątkową płytę na jednej z wież oświetleniowych (Wieża 14) przy Olimpijskim Stadionie w Sydney, która pozostaje tam do dziś.

## Media
- Monachium (film)
- Miecz Gideona
- Monachium. Zemsta

### Filmy
- 21 Hours at Munich w bazie IMDb (ang.)
- Munich w bazie IMDb (ang.)
- Monachium w bazie Filmweb
- Munich: Mossad’s Revenge w bazie IMDb (ang.)
- One Day in September w bazie IMDb (ang.)
- Sword of Gideon w bazie IMDb (ang.)
- Miecz Gideona w bazie Filmweb
- September 5 w bazie Filmweb